# 運動言語障礙
運動言語障碍 屬於言語障碍的類別 ，指的是由于神经系统的损伤，干擾了個体與生俱來的说話能力 。 这些神经功能的障碍，使得患有運動言語障礙的人难以去计划、控制、协调和执行言语產出的動作。 對個體說話能力的影響會因其不同的病因学而有所差異， 取決於整體的认知、神经肌肉和 骨骼肌肉 活动。 「說話」是有賴於思想，以及在特定時間执行气流和口腔動作(或口腔內嘴唇, 舌头，與下颚擺位)；可能出現口腔肌肉力量受到干擾(吶語症)或无法执行特定的语音產出的動作(失用症 或 兒童期言語失用症)。 這類缺損可能與神經系統(動作計畫相關的中樞神經系統和/或周邊神經系統)有關，而影響說話時的呼吸、發聲、語韻、共鳴等次系統。

## 吶語症
吶語症指由於言語機轉中呼吸、發聲、共鳴、構音和/或語韻所需的肌肉麻痺或無力，導致計畫說話所需的意志性動作之能力降低。

## 失用症
有两种类型的失用症， 分別為发展性的(兒童期言語失用症)與後天的。 兒童期言語失用症是一種神经性的兒童言語-语音障碍，指的是在沒有任何神經肌肉缺損的前提下，涉及發音動作的精準度及一致性受損(ASHA,2007a，定义CAS，第1段）。 两者都是在沒有肌肉無力的前提下，无法计划說話所需的意志性動作。 失用症並非導因於感官問題，或構音器官本身器質性的問題，而是大脑的计划出了問題。

## 兒童期言語失用症
兒童期言語失用症是一種在沒有肌肉無力的前提下，无法計畫言語產出的意志性動作。 研究指出可能與 FOXP2 基因有關。